# Likviditetsgivare
Likviditetsgivare (engelska: Liquidity provider) är en handlare på en finansiell marknad eller råvarubörs som bidrar med likviditet genom att agera passivt i orderboken. Likviditetsgivaren bidrar med likviditet genom att lämna bindande anbud på priser där likviditetsgivaren köper eller säljer en finansiell tillgång eller en råvara. Genom att agera passivt kan likviditetsgivaren dra nytta av spreaden, det vill säga skillnaden mellan bästa köp- och säljkurs.
En likviditetsgivare kan även agera som likviditetsgarant.